# Leonardo Di Stefano Ruiz
Leonardo Di Stefano Ruiz (* 30. Juli 1995 in Ludwigsburg, Deutschland) ist ein spanisch-italienischer Profiboxer. Di Stefano Ruiz kämpft in der Kategorie des Superweltergewichts bis 70 kg.

## Leben
Bereits als Kind entwickelte Leonardo Di Stefano Ruiz eine Leidenschaft für das Boxen. Als 12-Jähriger wurde Di Stefano Ruiz entführt, konnte den Entführer aber mit einem Skateboard überwinden, als er im Auto saß. Di Stefano Ruiz wollte sich selbst wehren und fing im Alter von 13 Jahren mit den Kickboxen bei Zeki Dogan in der Fitness- und Kampfsportakademie Süd in Ludwigsburg an. Im Alter von 16 Jahren wechselte Di Stefano Ruiz zum Boxen und trainierte bei Alexander Geier.
Nach zahlreichen Amateurkämpfen gab Di Stefano Ruiz sein Profidebüt in der Großsporthalle Schwäbisch Gmünd am 14. September 2019.
Leonardo Di Stefano Ruiz (oder auch „Leo“) hat neben der spanischen und italienischen auch die deutsche Staatsbürgerschaft. Nach seinem Hauptabschluss konzentrierte er sich auf das Profi-Boxen, machte aber zeitgleich eine Ausbildung zum Zerspanungsmechaniker, die er am 20. Januar 2021 abschloss.

## Profi-Laufbahn
Am 22. Dezember 2022 boxte Leo in der Gewichtsklasse bis 72,5 kg gegen Francisco Verón, der 2021 bei den Olympischen Spielen 2020 in Tokio angetreten war. Leonardo war bereits ab der ersten Runde deutlich unterlegen und der Kampf wurde in der fünften Runde aufgrund der klaren Überlegenheit seines Gegners abgebrochen, um einen schweren Knockout zu vermeiden. Damit erlitt Leonardo nicht nur seine erste Niederlage im Profiboxen, sondern zugleich auch seine erste Niederlage durch Aufgabe.
Seine zweite Niederlage kassierte Leo am 19. Mai 2023 gegen Ermal Hadribeaj. In der zehnten Runde ging er zweimal zu Boden, konnte den Kampf jedoch knapp über die volle Distanz von zehn Runden bringen. Es war sein erster und bislang einziger Fight, der über die komplette Distanz ging.
Nach fast einem Jahr Ringpause bestritt Leonardo am 2. März 2024 in Barcelona seinen nächsten Kampf gegen Ismael Flores. Dieser griff ihn bereits in der ersten Runde aggressiv an und schickte Leonardo mehrfach zu Boden. Der Kampf endete noch in derselben Runde und war damit Leos schnellste Niederlage.
Unbeeindruckt von dieser Pleite reiste Leo drei Monate später nach Philadelphia, um gegen Oluwafemi Oyeleye in den Ring zu steigen. Doch auch hier hatte er seinem Gegner nur wenig entgegenzusetzen und verlor den Kampf bereits in der vierten Runde durch Knockout.
Am 14. Juni 2025 kassierte Leo schließlich seine erste Niederlage auf deutschem Boden. Dabei trat er gegen den zwei Gewichtsklassen schwereren Simon Zachenhuber an. Der Kampf endete bereits nach 78 Sekunden in der ersten Runde.
Zusammenfassend lässt sich sagen, dass Leonardo Di Stefano Ruiz trotz mehrerer Siege in Mexiko, die überwiegend gegen Aufbaugegner erzielt wurden, im internationalen Vergleich kaum konkurrenzfähig war. Aufgrund seiner fehlenden Amateurkarriere und begrenzten Erfahrung trat er mit Nachteilen in den Profibereich ein. In Kämpfen außerhalb seines gewohnten Umfelds blieb er sieglos und musste zum Teil deutliche Niederlagen hinnehmen.

### Bilanz: 16 Siege (13 TKO-Siege) 4 Niederlagen (3 TKO-Niederlagen)
| Nr. | Gegner                     | Kampfbilanz  | Veranstaltungsort   | Datum      | Ergebnis für Di Stefano Ruiz       |
| --- | -------------------------- | ------------ | ------------------- | ---------- | ---------------------------------- |
| 1   | Janosz Sarandi             | 1 (0-1-0)    | Schwäbisch Gmünd    | 2019-09-14 | Sieg durch TKO (Runden 1/4)        |
| 2   | Jovica Jovanovic           | 25 (1-24-0)  | Pforzheim           | 2019-10-19 | Sieg durch TKO (Runden 2/6)        |
| 3   | Branislav Dosenovic        | 18 (0-18-0)  | Wiesbaden           | 2019-11-03 | Sieg durch UD (Runden 4/4)         |
| 4   | Krisztian Kovacs           | 4 (1-3-0)    | Bergisch Gladbach   | 2019-11-08 | Sieg durch TKO (Runden 1/6)        |
| 5   | Paata Varduashvili         | 53 (30-21-2) | Karlsruhe           | 2019-12-14 | Sieg durch TKO (Runden 3/8)        |
| 6   | Erick Ivan Castro Oseguera | 5 (4-1-0)    | Tijuana             | 2021-02-27 | Sieg durch TKO (Runden 2/6)        |
| 7   | Adan Caro Gutierrez        | 6 (2-4-0)    | Tijuana             | 2021-03-27 | Sieg durch TKO (Runden 1/6)        |
| 8   | Fernando Silva             | 36 (19-14-3) | Tijuana             | 2021-05-29 | Sieg durch TKO (Runden 8/10)       |
| 9   | Jose Herrera Garcia        | 46 (35-11-0) | Philadelphia        | 2021-11-27 | Sieg durch TKO (Runden 4/10)       |
| 10  | Daniel Armando Valenzuela  | 85 (36-47-2) | Rosarito            | 2022-03-22 | Sieg durch KO (Runden 2/10)        |
| 11  | Jose Leon                  | 13 (7-5-1)   | Commerce            | 2022-08-22 | Sieg durch KO (Runden 1/6)         |
| 12  | Francisco Verón            | 10 (10-0-0)  | Orlando             | 2022-12-22 | Niederlage durch TKO (Runden 5/10) |
| 13  | Juan Angulo Gonzalez       | 42 (23-19-0) | Rosarito            | 2023-04-15 | Sieg durch KO (Runden 3/10)        |
| 14  | Ermal Hadribeaj            | 15 (14-0-1)  | Richmond (Virginia) | 2023-05-19 | Niederlage durch UD (Runden 10/10) |
| 15  | Ismael Flores              | 14 (12-1-1)  | Badia del Valles    | 2024-03-02 | Niederlage durch TKO (Runden 1/8)  |
| 16  | Pavel Herman               | 42 (2-39-1)  | Heilbronn           | 2024-05-11 | Sieg durch KO (Runden 1/6)         |
| 17  | Oluwafemi Oyeleye          | 15 (15-0-0)  | Philadelphia        | 2024-06-22 | Niederlage durch TKO (Runden 4/8)  |
| 18  | Nerdin Fejzovic            | 34 (5-28-1)  | Ludwigsburg         | 2024-09-28 | Sieg durch UD (Runden 6/6)         |
| 19  | Alexander Lorch            | 15 (14-1-0)  | Köln                | 2025-01-11 | Sieg durch SD (Runden 6/6)         |
| 20  | Jose Gregorio Marcano      | 30 (15-15-0) | Sindelfingen        | 2025-04-26 | Sieg durch KO (Runden 1/6)         |
| 21  | Simon Zachenhuber          | 26 (26-0-0)  | Ulm                 | 2025-06-14 | Niederlage durch TKO (Runden 1/8)  |